# Comuna Bicaz, Maramureș
Bicaz (în maghiară: Bikácfalva, în germană: Farrendorf) este o comună în județul Maramureș, Transilvania, România, formată din satele Bicaz (reședința), Ciuta și Corni.

## Demografie
Componența etnică a comunei Bicaz
     Români (88,43%)
     Romi (2,12%)
     Alte etnii (0,42%)
     Necunoscută (9,02%)
Componența confesională a comunei Bicaz
     Ortodocși (80,04%)
     Penticostali (6,37%)
     Baptiști (2,76%)
     Alte religii (1,27%)
     Necunoscută (9,55%)
Conform recensământului efectuat în 2021, populația comunei Bicaz se ridică la 942 de locuitori, în scădere față de recensământul anterior din 2011, când fuseseră înregistrați 1.124 de locuitori. Majoritatea locuitorilor sunt români (88,43%), cu o minoritate de romi (2,12%), iar pentru 9,02% nu se cunoaște apartenența etnică. Din punct de vedere confesional, majoritatea locuitorilor sunt ortodocși (80,04%), cu minorități de penticostali (6,37%) și baptiști (2,76%), iar pentru 9,55% nu se cunoaște apartenența confesională.

## Politică și administrație
Comuna Bicaz este administrată de un primar și un consiliu local compus din 9 consilieri. Primarul, Dorin Flaviu Mitre[*], de la Partidul Social Democrat, este în funcție din 2000. Începând cu alegerile locale din 2024, consiliul local are următoarea componență pe partide politice:
|  | Partid                          | Consilieri | Componența Consiliului | Componența Consiliului | Componența Consiliului |
|  | ------------------------------- | ---------- | ---------------------- | ---------------------- | ---------------------- |
|  | Partidul Național Liberal       | 3          |                        |                        |                        |
|  | Partidul Social Democrat        | 3          |                        |                        |                        |
|  | Alianța pentru Unirea Românilor | 2          |                        |                        |                        |
|  | Uniunea Salvați România         | 1          |                        |                        |                        |